# Economia da Romênia
A Romênia, que ingressou na União Europeia em 1 de janeiro de 2007, iniciou a transição do regime comunista em 1989 com uma indústria obsoleta e uma produção inadequada às necessidades do país. O país saiu no ano de 2000 de uma forte recessão de 3 anos graças ao aumento das exportações para a União Europeia. O consumo e o investimento domésticos ajudaram o forte crescimento do PIB, mas produziram um grande desequilíbrio orçamentário. Só recentemente os ganhos econômicos do país permitiram o surgimento de uma classe média e reduziram a pobreza generalizada.

## História
Em fevereiro de 1997, a Romênia iniciou um abrangente programa de reforma estrutural e estabilização macroeconômica, mas a reforma  subseqüentemente tem sido um processo inconstante. Os programas de reestruturação incluem liquidar grandes indústrias de energia intensiva e reformas importantes nos setores financeiro e agrícola. A economia atrasada e instável da Romênia tem se transformado em uma economia com estabilidade macroeconômica, alto crescimento e baixo desemprego.
A Romênia alcançou um acordo com o FMI em agosto para um empréstimo de US$547 milhões, mas a liberação da segunda parcela foi adiada em outubro devido a exigências de empréstimo não-resolvidas do setor primário e diferenças sobre as despesas orçamentárias.
Bucareste evitou o não-pagamento das dívidas do meio do ano, mas teve que reduzir significantemente as reservas para tal; as reservas giravam em torno de 1,5 bilhão de dólares por ano em 1999. As prioridades do governo incluem: obter um empréstimo renovado com o FMI, apertar as políticas fiscais, acelerar a privatização e reestruturar empresas não-lucrativas.
2002 e 2003 foram anos economicamente bem sucedidos, e atualmente o crescimento do PIB está previsto para ser de 4.5% por ano. A economia cresceu 6.6% na primeira metade de 2004, e 7.0% (ano sobre ano) no segundo trimestre de 2004, marcando a maior taxa de crescimento na região. O salário bruto médio por mês na Romênia é de 8.392.766 lei, conforme outubro de 2004, um aumento de 2.1% sobre o mês anterior. Ele equivale a US$283.54, 213.60 euros e 360.21 dólares australianos. O salário líquido médio por mês em janeiro de 2004 era de 6.071.211 lei.
O crescimento do PIB deve ficar por volta de 8% em 2004 e por volta de 6-7% em 2005. O desemprego na Romênia está em 6.2% (2004), valor muito baixo se comparado a outros países europeus.
A Romênia foi convidada pela União Europeia em dezembro de 1999 a iniciar as negociações de entrada. A sua adesão foi aprovada em 2005 junto com a Bulgária e ingressou no bloco a partir de 2007.
Apesar das nítidas melhorias, a Romênia ainda enfrenta vários problemas-chave: corrupção elevada em quase todos os níveis da sociedade, falta de transparência a respeito dos gastos públicos, falta de competitividade econômica - especialmente no setor agrícola -, um certo grau de desemprego em áreas rurais e ritmo lento de reforma no setor público (pertencendo ao Estado) da economia.
A liberdade de imprensa geralmente é garantida, mas algumas pressões econômicas e administrativas determinam que a mídia reflita especialmente os aspectos positivos ou neutros da sociedade ao invés dos aspectos negativos ou críticas dirigidas ao governo.
A Romênia recebeu em outubro de 2004 o muito desejado status de "economia de mercado funcional" pelos oficiais da UE, com algumas reservas - relacionadas especialmente aos aspectos mencionados acima.

## Vinha
Com uma área de mais de 200.000 hectares de vinha, a Roménia é um dos mais importantes produtores de vinho na Europa. A viticultura é uma actividade tradicional muito antiga nesta zona. A vinha Recas em Banat, por exemplo, data de 1447.

## Setor primário

### Agricultura
A Romênia produziu, em 2018:
- 18,6 milhões de toneladas de milho (9º maior produtor do mundo);
- 10,1 milhões de toneladas de trigo (16º maior produtor do mundo);
- 3 milhões de toneladas de girassol (4º maior produtor do mundo, somente atrás de Ucrânia, Rússia e Argentina);
- 3 milhões de toneladas de batata;
- 1,8 milhão de toneladas de cevada;
- 1,6 milhão de toneladas de colza;
- 1,1 milhão de toneladas de uva (17º maior produtor do mundo);
- 1 milhão de toneladas de repolho;
- 978 mil toneladas de beterraba, que serve para produzir açúcar e etanol;
- 842 mil toneladas de ameixa (2º maior produtor do mundo, somente atrás da China);
- 742 mil toneladas de tomate;
- 643 mil toneladas de maçã;
- 521 mil toneladas de melancia;
- 465 mil toneladas de soja;
- 383 mil toneladas de aveia;

Além de produções menores de outros produtos agrícolas.

## Setor secundário

### Indústria

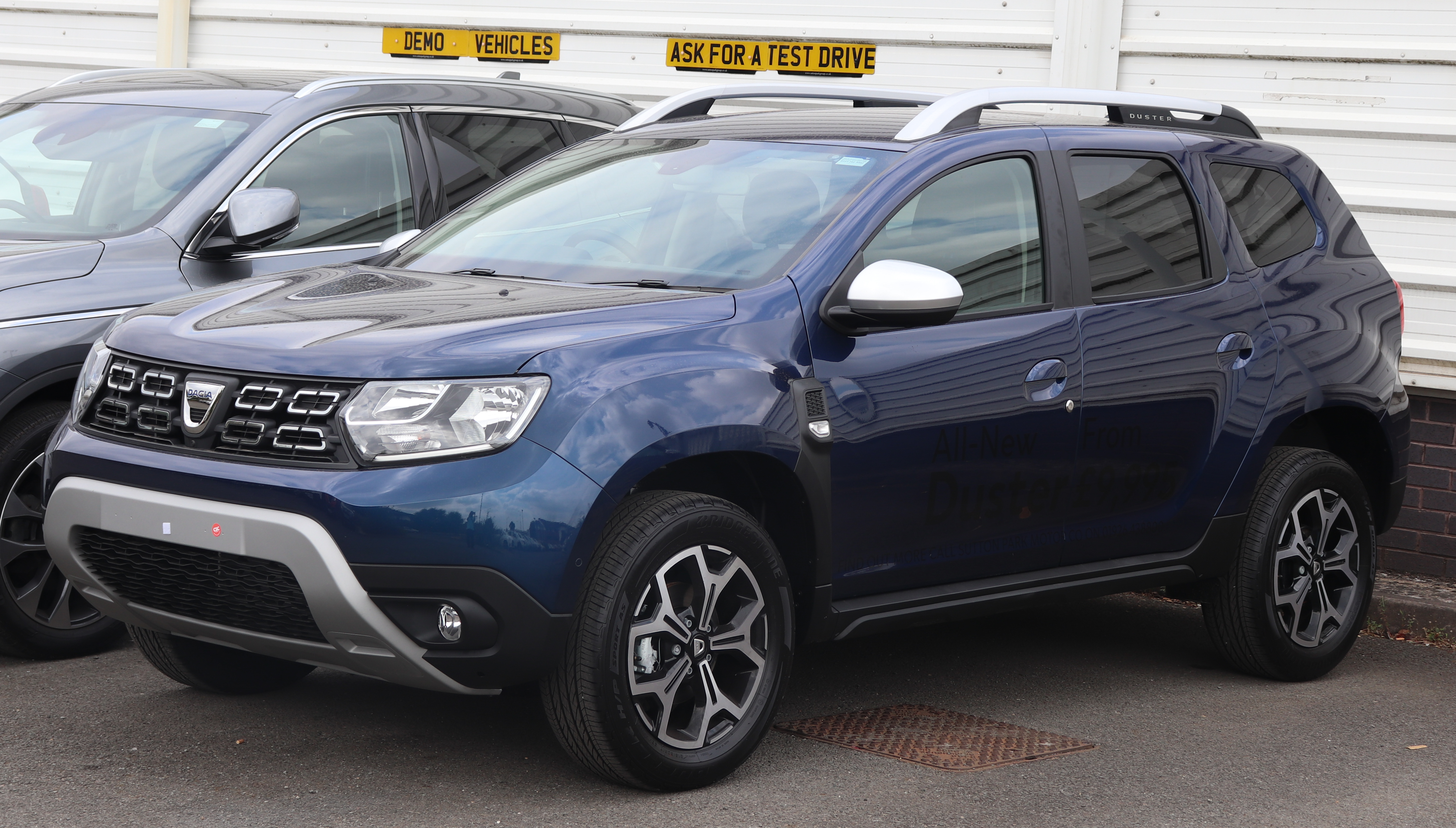
Um Dacia Duster

A Romênia tem sido bem sucedida no desenvolvimento do seu setor industrial nos últimos anos. A indústria e a construção representaram 32% do produto interno bruto (PIB) em 2003, uma porcentagem relativamente elevada, mesmo sem incluir os serviços conexos. O setor empregava 26,4% da força de trabalho. O país se destaca na produção de automóveis, máquinas e produtos químicos. Em 2013, cerca de 410.997 dos automóveis foram produzidos na Romênia, contra 78.165 em 2000. A partir de 2018, o volume de negócios gerado pela indústria automobilística da Romênia foi estimado em 28 mil milhões de euros, com 230.000 romenos empregados no setor.
Em 2004, o país usufruiu de uma das maiores quotas de mercado mundiais em máquinas-ferramentas (5,3%). [carece de fontes?] .Empresas com sede no país, tais como Dacia, Petrom, Rompetrol, Bitdefender, Romstal e Mobexpert expandiram as operações em toda a região. No entanto, as pequenas e médias empresas transformadoras constituem a maior parte do setor industrial.
O crescimento da produção industrial foi de 6,9%, em dezembro de 2009, tornando-se o mais elevado da zona UE-27, que atingiu uma média de -1,9%. A Romênia tem a terceira maior porcentagem de mulheres que trabalham em tecnologias da informação e da comunicação (TIC) na Europa. Aproximadamente 29% da sua força de trabalho é composta por mulheres.

## Setor terciário

### Serviços
Em 2003, o setor de serviços constituía 55% do produto interno bruto (PIB) e empregava 51,3% da força de trabalho. Os subcomponentes dos serviços são atividades financeiras, de aluguel e de negócios (20,5%); comércio, hotelaria e restauração e transportes (18%); dentre outras atividades de serviços (21,7%). O setor de serviços no país expandiu-se nos últimos anos, empregando cerca de 47% dos romenos e representando pouco mais de metade do PIB.

## Turismo
A Romênia é um destino turístico popular, recebendo mais de 15,7 milhões de turistas em 2018.
O setor do turismo sofreu um grande impacto durante a pandemia de COVID-19 em 2020, com uma queda de até 68,7% dos visitantes estrangeiros em 2020. No entanto, está começando a se recuperar em 2022.
A Romênia tem cidades de grande interesse cultural (Bucareste, Constança, Brașov, Iași, Timișoara, Cluj-Napoca ou Alba Iulia), praias e resorts à beira-mar, estações de esqui e regiões rurais bem preservadas, apreciadas por sua beleza e tranquilidade. A Romênia é o destino de muitas peregrinações religiosas, atraindo milhares de visitantes a cada ano.

## Recursos naturais
A Romênia é um produtor de petróleo e gás. Sua rede de gasodutos incluía 2 427 km para o petróleo bruto, 3 850 km para os produtos petrolíferos e 3 508 km para o gás natural em 2006. Vários novos oleodutos importantes estão sendo planejados, especialmente o Nabucco para os campos petrolíferos do Mar Cáspio, o mais longo do mundo. A Romênia pode lucrar em quatro bilhões de dólares utilizando o gasoduto.
A Romênia dispõe de recursos naturais consideráveis para um país de seu tamanho, incluindo carvão, minério de ferro, cobre, cromo, urânio, antimônio, mercúrio, ouro, barita, borato, estrôncio, esmeril, feldspato, calcário, magnesita, mármore, perlita, pedra-pomes, enxofre e argila.
A produção mineral da Romênia é adequada para abastecer a sua economia. A produção energética também é suprida através da importação de carvão betuminoso e antracito além do petróleo bruto. Em 2007, aproximadamente 34 milhões de toneladas de carvão, 4.000 toneladas de tungstênio, 565.000 toneladas de minério de ferro e 47.000 toneladas de minério de zinco foram extraídas. Quantidades menores de cobre, chumbo, molibdênio, ouro, prata, caulinita e fluorita também foram extraídas.[carece de fontes?]

## Energia

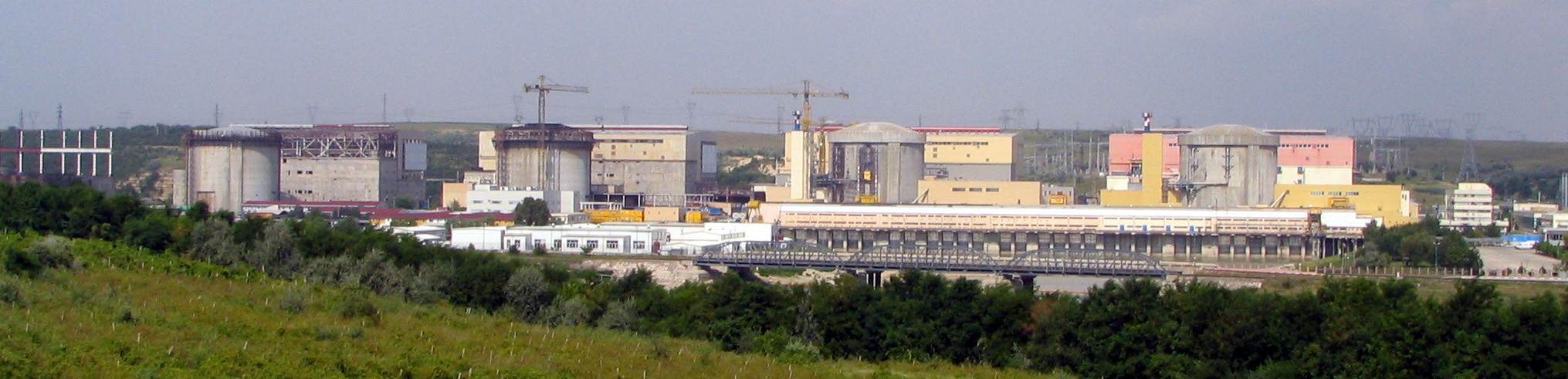
Central Nuclear de Cernavodǎ em 2006

O setor energético é predominante de empresas estatais, como a termoelétrica, a hidrelétrica e a nuclear. Os combustíveis fósseis são a principal fonte de energia do país, seguidos pela energia hidrelétrica.
Devido à dependência das importações de petróleo e gás da Rússia, o país tem colocado uma ênfase cada vez mais pesada na energia nuclear desde a década de 1980. A central nuclear de Cernavodă é a única na Romênia, embora haja planos de instalar uma segunda na Transilvânia, possivelmente após 2020.
Para aquecimento e cozimento domésticos, 48% das famílias rurais e de pequenas cidades usam combustível sólido queimado diretamente (quase exclusivamente madeira produzida internamente) como a principal fonte de energia. A energia eólica tinha uma capacidade instalada de 760MW em 2008 e 3028MW em 2016. O país tem o maior potencial de energia eólica no sudeste da Europa, com Dobruja listado como o segundo melhor lugar na Europa para construir parques eólicos. Como resultado, existem atualmente solicitações de conexão de investidores para mais de 12.000 MW. Há também planos para construir uma série de usinas de energia solar, como o Parque Solar de Covaci, que será um dos maiores do mundo.